# حمض الكوجيك
حمض الكوجيك (5-هيدروكسي-2-(هيدروكسي ميثيل) -4-بيرون)  (بالإنجليزية: Kojic acid)‏ ذو الصيغة C6H6O4 هو مركب كيميائي تنتجه عدة أنواع من الفطريات، وخاصة رشاشية أوريزه Aspergillus oryzae الذي يطلق عليه الاسم الياباني الشائع كوجي. ويعتبر حمض الكوجيك ناتج ثانوي في عملية تخمر الأرز المخمر وذلك لاستخدامه في تصنيع شراب الساكي الكحولي وهو نبيذ الأرز الياباني.  كما أن هذا الحمض يعتبر مثبط ضعيف لتكوين الصبغات في أنسجة النباتات والحيوانات، ويستخدم أيضاً في المواد الغذائية ومستحضرات التجميل للحفاظ أو لتغيير الألوان المواد. ويستخدم أيضاً في قطع الفواكه لمنع ظهور اللون البني الناتج عن الأكسدة وفي المأكولات البحرية لمنع ظهور الألوان الوردية والحمراء، كما يستخدم في مستحضرات التجميل لتفتيح البشرة. ويتميز حمض الكوجيك أيضاً بخواصه المضادة للبكتيريا والفطريات.
يمكن استخدام حمض الكوجيك أيضا لمعالجة الأمراض الجلدية مثل الكلف.

## وصلات خارجية
- Safety MSDS data